# Filipe de Magalhães
Filipe de Magalhães   (Azeitão (São Lourenço e São Simão), 1563 - Lisboa, 17 de desembre de 1652) fou un compositor portuguès del Renaixement.
Deixeble de Manuel Mendes, ben aviat adquirí fama d'excel·lent músic, que li valgué ser nomenat mestre de capella del rei de Portugal, on va tenir diversos alumnes entre ells a Estêvão de Brito. Va escriure moltes obres, i d'aquestes publicà: Cantica beatissimae Virginis (Lisboa, 1636), Missae quatuor, quinqué et sex vocibus constantibus (Lisboa, 1635), i Cantus ecclesiasticas commendandi animós corporaque sepeliendi defunctorum: Missa et stattiones, etc.. (Lisboa, 1641).